# 阿爾伐城 (樂團)
阿爾伐城（英語：Alphaville，又譯作阿爾發城、阿爾發村），是活躍於1980年代的德國合成器流行樂團，最廣為人知的樂曲為〈Big in Japan〉、〈Sounds Like a Melody〉、以及〈Forever Young〉。

## 簡歷
創團成員為 Marian Gold（真名是 Hartwig Schierbaum，1954年5月26日出生於 Herford, North Rhine-Westphalia））， Bernhard Lloyd（真名是 Bernhard Gößling，1960年6月6日出生於 Enger, North Rhine-Westphalia），以及 Frank Mertens（真名是 Frank Sorgatz，1961年10月26日出生於 Enger, North Rhine-Westphalia）。樂團最初命名為「Forever Young」，之後才更改為阿爾伐城。

## 專輯列表
- Forever Young (1984)
- Afternoons in Utopia (1986)
- The Breathtaking Blue (1989)
- Prostitute (1994)
- Salvation (1997)
- Catching Rays on Giant (2010)

## 外部連結
- Moonbase (official website) （页面存档备份，存于）
- Alphaville-Fans (German fansite)
- 阿爾伐城 (樂團)在Allmusic上的頁面
- Alphaville在MusicBrainz上的頁面（英文）
- Alphaville Music （页面存档备份，存于）